# Kazimierz Michał Ujazdowski

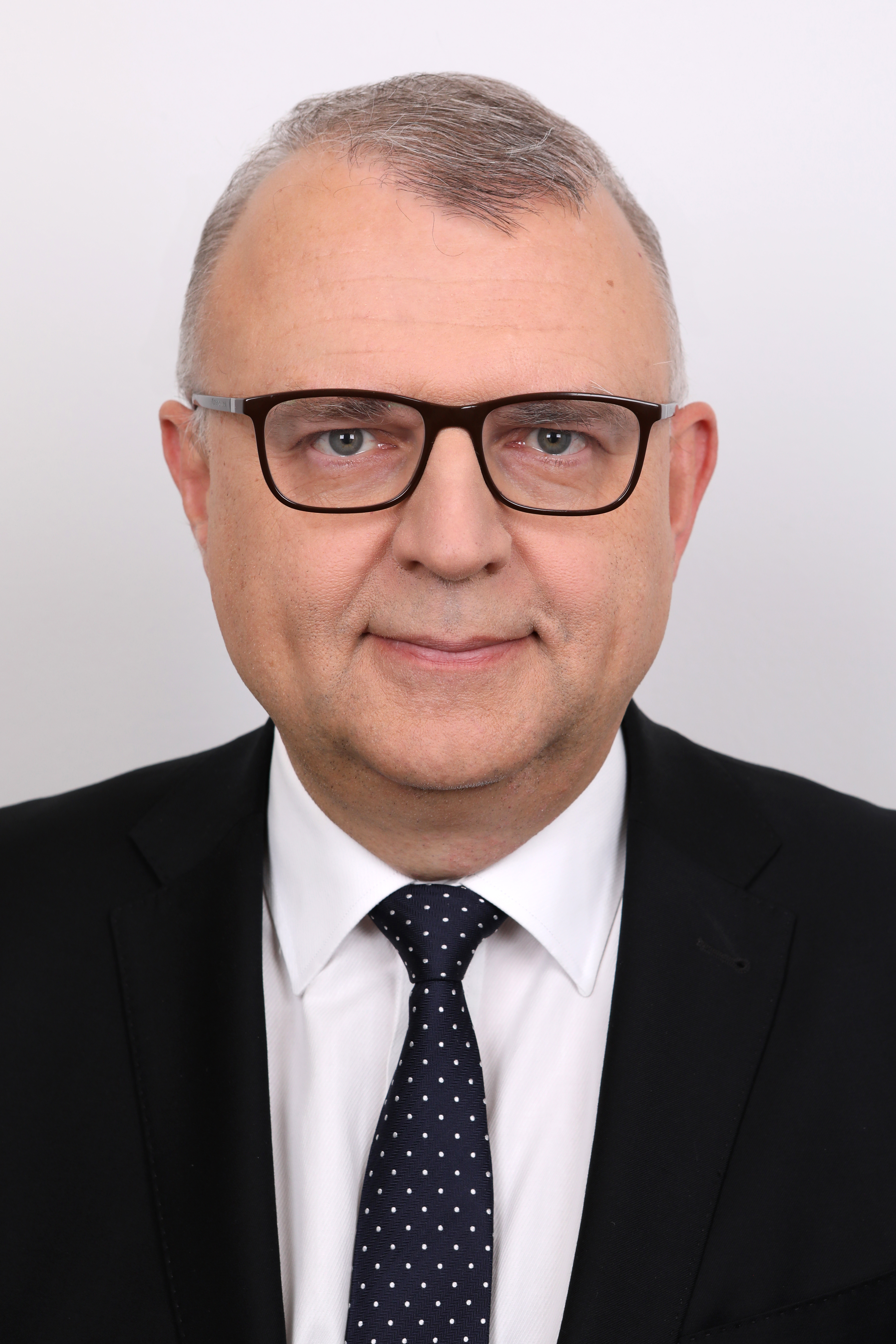
Kazimierz Michał Ujazdowski (2019)

Kazimierz Michał Ujazdowski (* 28. Juli 1964 in Kielce) ist ein polnischer Politiker (UD, PK, KK, AWS, SKL, PP, PiS, CdP) und Doktor der Rechtswissenschaften und war Abgeordneter des Sejm von 1991 bis 1993 und von 1997 bis 2014 in der I., III. IV., V., VI. und VII. Wahlperiode. Von 2004 bis 2005 war Vizemarschall des Sejm. Von 2014 bis 2019 war er Mitglied des Europäischen Parlaments. Seit 2019 gehört er dem Senat der Republik Polen an. 2000/01 und von 2005 bis 2007 war er Minister für Kultur und nationales Erbe.

## Leben und Beruf
Ujazdowski ist Absolvent der Juristischen Fakultät und beurlaubter Hochschullehrer der Universität Łódź. Im Oktober 2004 verteidigte er seine Promotionsarbeit zu den politischen Gedanken von Adolf Bocheński. 2013 wurde er mit der Arbeit „Geneza i tożsamość Konstytucji V Republiki Francuskiej“ habilitiert. Er lehrte als außerordentlicher Professor am Institut für politische und rechtliche Doktrinen der Universität Łódź. Er ist Gründer und Direktor des dortigen Europäischen Zentrums für Verfassungsforschung.
Sein Großvater Kazimierz Cyprian Ujazdowski war während der Zwischenkriegszeit ein bekannter Rechtsanwalt und wurde 1942 im KZ Auschwitz ermordet. Er ist Sohn des ehemaligen Abgeordneten Kazimierz Mieczysław Ujazdowski, der von 1989 bis 1991 für die Stronnictwo Demokratyczne dem „Vertragssejm“ angehört hatte. Mit seiner Frau Lidia (ehemalige Abgeordnete des Woiwodschaftssejmik der Woiwodschaft Masowien) hat er drei Kinder. Zudem ist Ujazdowski Mitglied des Opus Dei und Ehrenmitglied des polnischen Pfadfinderverbands (pl. Związek Harcerstwa Rzeczypospolitej).

## Politik
In den 1980er Jahren schloss Ujazdowski sich der demokratischen Opposition an. Im Jahr 1982 wurde er verhaftet und durch ein Militärgericht wegen oppositioneller Tätigkeit (Verbreitung von Flugblättern gegen den Kriegszustand) zu einer Haftstrafe auf Bewährung verurteilt. Während seines Studiums in Łódź beteiligte er sich an Aktionen der Ruch Młodej Polski (dt. Bewegung des Jungen Polens). Er war Redakteur der im Samisdat herausgegebenen Zeitschrift Prześwit.
Er war Mitbegründer des Forum Prawicy Demokratycznej (dt. Forum der Demokratischen Rechten), das 1991 in der Unia Demokratyczna aufging. Seit der ersten vollständig freien Parlamentswahl 1991 war Ujazdowski Abgeordneter der Unia Demokratyczna (UD) im Sejm. Als einer von wenigen Abgeordneten der Unia Demokratyczna stimmte er für die Lustration von Personen des öffentlichen Lebens und gegen die Ernennung von Waldemar Pawlak zum Ministerpräsidenten. Nach seinem Austritt war er Mitbegründer der Partia Konserwatywna (PK), die sich 1992 an der Bildung der Sejm-Fraktion Konwencja Polska beteiligte. Bei der Parlamentswahl 1993 kandidierte er auf der Liste des Wahlbündnisses Katolicki Komitet Wyborczy „Ojczyzna”, an dem sich die PK beteiligt hatte. Da dieses die neu eingeführte 8-%-Hürde für Wahlbündnisse verfehlte, schied er aus dem Sejm aus. Innerhalb der PK sprach er sich gegen eine Annäherung an die UD und den Kongres Liberalno-Demokratyczny aus. Dieser Flügel gründete nach dem Zerfall die Koalicja Konserwatywna (KK), deren Vorsitzender Ujazdowski wurde. Bei der Parlamentswahl 1997 kehrte er im Rahmen des Wahlbündnisses Akcja Wyborcza Solidarność (AWS), an dem die KK beteiligt war, wieder in den Sejm zurück. 1999 brachte er die KK in die neugebildete Stronnictwo Konserwatywno-Ludowe (SKL) ein.
Vom 16. März 2000 bis zum 12. Juli 2001 war er Minister für Kultur und nationales Erbe im Kabinett Buzek. Als Kulturminister unterstützte er Initiativen, die die historischen Verdienste Polens unterstreichen und propagieren sollten. Er trat von seinem Amt zurück, um gegen die Entlassung von Lech Kaczyński als Justizminister zu protestieren. Nach der Spaltung der SKL beteiligte er sich gemeinsam mit anderen Parteimitgliedern von SKL und der Zjednoczenie Chrześcijańsko-Narodowe im März 2001 an der Gründung der Przymierze Prawicy (PP). Für diese wurde er bei der Parlamentswahl 2001 auf der Liste der Prawo i Sprawiedliwość (PiS) erneut in den Sejm gewählt. Im Juni 2002 überführte er die von ihm geführte PP in die PiS. Dort bekleidete Ujazdowski von 2002 bis 2007 das Amt des Co-Vorsitzenden in der PiS. Er war Mitautor des Parteiprogramms in den Bereichen Kultur, Geschichtspolitik und Außenpolitik. Vom 2. Juli 2004 bis zum Ende der IV. Wahlperiode war er Vize-Marschall des Sejm. Bei der Parlamentswahl 2005 erhielt er erneut ein Abgeordnetenmandat. Im Anschluss wurde er erneut zum Kulturminister ernannt. Er führte unter anderem mit Erfolg eine internationale Kampagne zur Namensänderung des KZ Auschwitz-Birkenau auf der Liste des UNESCO-Welterbes. Er war Initiator des Museums der Geschichte Polens (pl. Muzeum Historii Polski). Am 11. März 2007 gründete er die Kultureinrichtung Zentrum für „Erinnerung und Zukunft“ in Breslau. Sie soll für die polnische Kultur und Nachkriegsgeschichte werben.
Bei der Parlamentswahl 2007 wurde er zum fünften Mal in den Sejm gewählt. Am 5. November 2007 trat er zusammen mit Paweł Zalewski und Ludwik Dorn von seiner Parteifunktion zurück, um gegen den Führungsstil des Vorsitzenden Jarosław Kaczyński zu protestieren. Die Mitgliedschaft wurde am 15. November 2007 außer Kraft gesetzt. Im Dezember 2007 trat er aus der Partei aus. Am 26. Januar 2008 gründete Ujazdowski den regionalen Verein „Niederschlesien XXI“, welcher der landesweiten Initiative Ruch Obywatelski "Polska XXI" nahestand. Im Oktober 2009 beteiligte er sich an der Gründung von Polska Plus. Nach deren Selbstauflösung kehrte er im September 2010 in die PiS zurück und wurde 2011 erneut als Sejm-Abgeordneter wiedergewählt. Er wurde anlässlich der Europawahl 2014 von der Parteiliste der PiS in das Europäische Parlament gewählt. Seit Januar 2017 war er wieder parteilos.
Er näherte sich der Bürgerplattform an und wurde anlässlich der bevorstehenden Selbstverwaltungswahlen am 3. April 2018 von Grzegorz Schetyna als Kandidat für das Amt des Stadtpräsidenten von Breslau vorgestellt, später jedoch zurückgezogen. Am 13. April 2018 verließ er die EKR-Fraktion der PiS. Bei der Europawahl 2019 kandidierte er nicht erneut und schied so aus dem Parlament aus. 2019 kandidierte er erfolgreich als Parteiloser für die Koalicja Obywatelska (KO) zum Senat der Republik Polen. Nach seiner Wahl wurde er Vorsitzender des Senatsausschusses für Auswanderungsangelegenheiten und Kontakte mit Polen im Ausland. Im Juni 2021 verließ er die KO-Fraktion und wurde Mitglied der Fraktion Koalicja Polska. 2022 beteiligte er sich an der Gründung des Centrum dla Polski (CdP), das Mitglied der Koalicja Polska wurde. Im März 2023 wurde er Vorsitzender des Nationalrats der Partei. 2023 wurde er für das CdP Rahmen des Wahlbündnisses Trzecia Droga erneut in den Senat gewählt. Als Vertreter des Senats gehört er dem Krajowa Rada Sądownictwa an. Im August 2024 verließ er das CdP.

## Publikationen
Er ist Autor von Presseartikeln und Büchern, die die Kulturpolitik und Geschichtspolitik sowie Verfassungsprobleme und die Geschichte des polnischen Konservatismus behandeln.
2001 stellte er die Vorkriegs-Publikationen von Stefan Kisielewski zusammen. Er veröffentlichte unter anderem in Rzeczpospolita, Gazeta Wyborcza, oder Wprost. In den Jahren von 1990 bis 1991 war er Redakteur der Polityka Polska und ist Gründer beziehungsweise Redakteur des Kwartalnik Konserwatywny.